# Parador de Santo Estevo
El Parador de Santo Estevo se encuentra en la Ribeira Sacra en el monasterio de San Esteban (Ribas del Sil) un gran edificio monacal benedictino con tres claustros reacondicionado tras su estado de abandono. Está declarado Bien de Interés Cultural (España) desde 1923.

## Historia
Un antiguo monasterio de la Orden de San Benito en estado de abandono, situado en un paraje natural regado por los ríos Sil y Miño rodeado de espesas arboledas y vegetación. El origen de esta construcción monacal se sitúa en torno a los siglos VI y VII. El monasterio se construye en etapas sucesivas con ampliaciones que lo dotan de tres claustros, cada uno de un estilo arquitectónico, románico, gótico y renacentista. Todo el edificio se declaró en 1923 Bien de Interés Cultural en la categoría de Monumento Histórico Artístico.
El monasterio de San Esteban de Ribas del Sil está situado en Nogueira de Ramuín en una zona de la Ribeira Sacra salpicada por muchos edificios religiosos desperdigados entre los cortados de los cañones del río Sil. La fundación del monasterio se dató en el siglo VI pero la documentación conservada comienza en el año 921, siendo en los siglos XI y XII cuando alcanza mayor fama religiosa por recluirse en él varios obispos santos. A partir de 1499 se incorporó a la Orden de San Benito y desde 1875 fue iglesia parroquial. La iglesia tiene planta basilical con tres naves de construcción románica entre los siglos XII y XIII, la cubierta de madera se sustituyó en el siglo XVI por bóvedas de crucería.

## Proyecto de recuperación
La renovación del edificio en estado de abandono recuperó las habitaciones de los monjes como habitaciones para alojar a los huéspedes de este hotel propiedad del Estado incluido en la red de Paradores de Turismo de España.

## Proyecto arquitectónico
El proyecto arquitectónico y ejecución de la rehabilitación se desarrolló desde 1986 que comenzó la redacción del proyecto hasta el año 2004 que se inauguró este nuevo Parador de la red estatal. Los arquitectos autores del proyecto fueron Alfredo Freixedo Alemparte, José Javier Suances Pereiro y Manuel Vecoña Pérez.
La propuesta de rehabilitación respeta la construcción existente en lo formal y en los materiales. El gran conjunto de los tres claustros con la iglesia definen grandes prismas pétreos que ordenan espacios de todas las escalas, desde las habitaciones a los espacios colectivos, comedores, zonas estanciales, o de servicios. La utilización de materiales actuales como el vidrio para acondicionar los corredores de los claustros permite el confort manteniendo formalmente los claustros tradicionales.